# Manuel Velasco Murguía
Manuel Velasco Murguía (Colima, 11 de enero de 1913-Colima, 13 de diciembre de 2006) fue un maestro emérito de la Universidad de Colima, periodista, historiador local y radioaficionado colimense. Junto con Rubén Vizcarra y J. Trinidad Gudiño Díaz fundó la Universidad Popular de Colima, hoy Universidad de Colima.

## Biografía
Manuel Velasco nació en Colima (Colima), en la calle Manuel Álvarez 227, el 11 de enero de 1913 y realizó sus estudios en la Escuela Normal de Colima y en el Instituto Nacional de Pedagogía. Su labor docente empezó desde sus 20 años, prestando sus servicios como profesor de primaria en Trapichillos y Piscila, localidades rurales de Colima, en Villa Victoria, Michoacán, y en las escuelas Benito Juárez, Basilio Vadillo y 20 de Noviembre de la ciudad de Colima.[cita requerida] También fue maestro de la Escuela Normal de Colima[cita requerida] y de la Universidad de Colima.
En 16 de septiembre de 1940, durante el gobierno del Pedro Torres Ortiz y junto con Rubén Vizcarra y J. Trinidad Gudiño Díaz, fundó la Universidad Popular de Colima, la cual en 1962 se convirtió en la Universidad de Colima cuando se erigió como institución autónoma. A partir de su fundación y hasta su fallecimiento, se desempeñó como maestro de esta universidad.
Además de sus labores docentes, Manuel Velasco se desempeñó como inspector escolar, director general de educación pública del Estado de Colima, tesorero municipal de Colima, diputado local y secretario particular de gobernadores del Estado de Colima y de rectores de la Universidad de Colima.

## Distinciones
- Presea «Universidad de Colima» por sus 25 años de servicio a esta institución, otorgada el 15 de mayo de 1981.[2]
- Condecoración «Manuel Altamirano» por sus 49 años de labor docente, otorgada el 15 de mayo de 1982.[2]
- Diploma de Homenaje por parte de la Universidad de Colima, por sus 50 años de labor docente, otorgado el 24 de marzo de 1983.[2]
- Medalla al Mérito Universitario «Gral. Lázaro Cárdenas del Río» de la Universidad de Colima, por ser colimense distinguido, otorgada el 1987.[2]
- Nombramiento como maestro emérito de la Universidad de Colima, por su contribución ininterrumpida a la educación y a la cultura colimense, otorgado el 13 de diciembre de 1988.[2]

## Obra
- Colima y las islas de Revillagigedo, 1982.[1]
- Cosas de Colima, 1984.[5]
- Relatos de Colima, 1986.[6]
- La Educación Superior en Colima, 5 volúmenes:
  - La Escuela Normal, antecedente de la Universidad, 1988.[7]
  - La Universidad de Colima: primera época (1940-1962), 1989.[7]
  - La Universidad de Colima: segunda época, la autonomía (1962-1992), 1992.[7]
  - La Universidad de Colima: segunda época, la autonomía (1992-2001), 2013 (póstumo).[8]
  - La Universidad de Colima: segunda época, la autonomía (2001-2006), 2013 (póstumo).[8]